# 阿部正乔
阿部正乔（日语：／ Abe Masataka，1672年5月25日—1750年8月27日），日本江户时代中期大名、老中。武藏国忍藩主。忠秋系阿部家4代。幼名善七郎。阿部正武的长男。母亲是井伊直澄之养女（井伊直绳之女）。正室是井伊直该之女。子女有阿部正秋（长男）、阿部正乘（次男）、阿部正直（三男）、阿部正敏（五男）、女儿（奥平昌成正室）。

## 经历
元禄12年（1699年）袭任奏者番、寺社奉行。宝永元年（1704年）、父亲死后继承家督。宝永7年（1711年）就任老中、在任中为正德金银铸造之总奉行（1714年 - ），之后担任德川家继和八十宫吉子内亲王（灵元法皇之皇女）婚姻总奉行（1716年）。享保改革前夕辞任老中。之后30多年专心与藩政。
从正乔这一代开始，忍藩受到了财政危机。宽保2年(1742年)8月2日忍藩受到了江户时期最大的洪水的攻击。利根川和荒川溃决之后，藩领地10万石中的6万石颗粒无收，危机空前，不得已而向幕府借了1万两。
废除长男正秋后，三男正直在继承家督前去世了，当时五男正敏仍年幼。宽延元年（1744年）隐居后正乔的弟弟、分家旗本阿部正晴的长男阿部正允继承家督。

## 略历
- 1672年（宽文12年）　出生。
- 1699年（元禄12年）9月28日　任奏者番兼寺社奉行。
- 1704年（宝永元年）10月29日　继承忍藩。辞任奏者番、寺社奉行。
- 1711年（宝永7年）4月11日　就任老中。
- 1717年（享保2年）9月19日　辞任老中。
- 1748年（宽延元年）　隐居。
- 1750年（宽延3年）　去世、享年79岁。

## 官职位阶
- 1686年（贞享3年）　从五位下出羽守。
- 1692年（元禄5年）　飛騨守。
- 1709年（宝永6年）　从四位下丰后守。
- 1710年（宝永7年）　侍从。